# خالد عبد الله العبد اللطيف
خالد بن عبد الله بن عبد اللطيف العبد اللطيف هو عضو في مجلس الشورى السعودي منذ أن تم تعيينه بأمر ملكي في 3 ربيع الأول، 1438هـ الموافق لـ2 ديسمبر 2016م. ولد خالد العبد اللطيف في الرياض عام 1382هـ، الموافق 1962م.

## الحياة التعليمية
درس بكالوريوس من جامعة أم القرى بمكة المكرمة عام 1984م والماجستير في الاقتصاد الكلي من جامعة ويسترون الينوي بالولايات المتحدة الأمريكية.

## الحياة المهنية
عمل خالد العبد اللطيف خلال مسيرته المهنية:
- عضو مجلس الشورى اعتباراً من 3/3/1438هـ
- وكيل الوزارة لشؤون الأوقاف (نائب رئيس مجلس الأوقاف الأعلى) منذ 11/11/1432 هـ وحتى الآن.
- وكيل الوزارة المكلف للمدة (29/7/1431هـ - 11/11/1432هـ)
- وكيل الوزارة المساعد لشؤون الأوقاف (1430-1431هـ)
- المدير العام للإدارة العامة للاستثمار بوكالة الوزارة لشؤون الأوقاف (1419-1430هـ)
- مدير أعمال اللجنة الاقتصادية والمالية بمجلس الشورى (1414هـ إلى  عام 1419هـ)
- أخصائياً ومحللا اقتصادياً بوزارة المالية والاقتصاد الوطني (صندوق الاستثمارات العامة للمدة من 1405-1414هـ).

## عضويات المجالس واللجان
- عضو مجلس الإدارة في شركة الصحراء للبتروكيماويات (ممثلاً للمجلس الأعلى للأوقاف).
- عضو مجلس الإدارة في شركة مكة للإنشاء والتعمير (ممثلاً للمجلس الأعلى للأوقاف).
- عضو مجلس النظارة لوقف الملك عبد العزيز للعين العزيزية.
- عضو مجلس النظارة في مبرة شهداء الحرم المكي الشريف.
- رئيس مجلس إدارة شركة حرف لتقنية المعلومات (ممثلاً للمجلس الأعلى للأوقاف).
- عضو مجلس الإدارة في شركة أم القرى/ طريق الملك عبد العزيز (ممثلاً للمجلس الأعلى للأوقاف).
- عضو مجلس الإدارة في الشركة الوطنية للإنتاج الثلاثي للطاقة (ممثلاً للمجلس الأعلى للأوقاف).
- عضو مجلس المديرين في شركة الغازات / شركة سبكيم (ممثلاً للمجلس الأعلى للأوقاف).
- عضو اللجنة التأسيسة لشركة جبل عمر (ممثلاً للمجلس الأعلى الأوقاف).
- عضو اللجنة الاقتصادية الاستشارية للأوقاف[2]

## الندوات والمؤتمرات
- دورة في الإدارة الاستراتيجية في ضوء المتغيرات العالمية – إسطنبول.[2]
- دورة التحليل والبرمجة المالية – معهد الإدارة – الرياض.
- دورة رسم السياسات المالية – معهد الإدارة – الرياض.
- دورة إدارة المشروعات بأسلوب B.O.T  الكويت.
- البرنامج التدريبي لإعداد خبراء إدارة الجودة – BSI – البريطاني -.
- دورة متخصصة في المحافظ الاستثمارية – دبي.
- دورة التحاليل المالي والميزانيات التقديرية للمصارف - صندوق النقد العربي - الإمارات العربية المتحدة.
- دورة المحاسبة المالية الحديثة للمديرين وغير المحاسبين – يوروماتيك- دبي.
- دورة إدارة واستثمار ممتلكات الأوقاف – البنك الإسلامي للتنمية – عمان.
- دورة اللغة الإنجليزية في معهد الإدارة العامة.
- دورة إدارة الاجتماعات – معهد الإدارة – الرياض.
- دورة الجداول الالكترونية المالية على الحاسب الآلي -معهد الإدارة العامة.
- دورة كتابة المحاضر والتقارير الإدارية – جامعة الملك سعود / برنامج خاص لمنسوبي مجلس الشورى.

## وصلات خارجية
- موقع مجلس الشورى السعودي الرسمي.
- معرض صور مجلس الشورى السعودي.